# Juan Rivarola
Juan Antonio Rivarola – piłkarz argentyński, napastnik.
Rivarola w latach 1926–1930 grał w klubie CA Colón. Jako piłkarz klubu Colón był w kadrze reprezentacji podczas turnieju Copa América 1929, gdzie Argentyna zdobyła mistrzostwo Ameryki Południowej. Rivarola zagrał we wszystkich trzech meczach - z Peru, Paragwajem i Urugwajem.
Później, w latach 1932–1935 Rivarola występował w barwach klubu CA Huracán. Na krótko, w 1934 roku, zawitał do brazylijskiego klubu América Rio de Janeiro.
W 1935 roku Rivarola wziął udział w wygranym 3:0 meczu z Urugwajem, który oznaczał zwycięstwo w pierwszej edycji turnieju Copa Juan Mignaburu. W 1936 roku Rivarola znów znalazł się w drużynie CA Colón. W 1939 grał już w klubie Rosario Central.
W latach 1929–1935 Rivarola rozegrał w reprezentacji Argentyny 6 meczów, w których nie zdobył żadnej bramki.